# Pensamiento visual
El pensamiento visual, también llamado aprendizaje visual/espacial o pensamiento de imagen es un fenómeno que consiste en realizar determinadas tareas mentales directamente a través de procesos visuales.
El pensamiento visual se ha descrito como la capacidad de percibir las palabras como una serie de imágenes. Es común en aproximadamente el 60-65% de la población general.
Los denominados "verdaderos" pensadores de imágenes, es decir, aquellas personas que usan el pensamiento visual casi excluyendo otros tipos de pensamiento, representan un porcentaje menor de la población. La investigadora de la teoría del desarrollo infantil Linda Kreger Silverman, sugiere que menos del 30% de la población usa fuertemente el pensamiento visual/espacial, otro 45% usa tanto el pensamiento visual/espacial como el pensamiento en forma de palabras, y el 25% piensa casi exclusivamente en palabras. Según Kreger Silverman, del 30% de la población general que usa el pensamiento visual/espacial, solo un pequeño porcentaje usaría este estilo por encima de todas las demás formas de pensamiento, y se puede decir que son verdaderos pensadores de imágenes.

## Investigación y antecedentes teóricos
La fundación sin ánimo de lucro holandesa "Maria J. Krabbe Stichting Beelddenken" realiza una investigación sobre este tipo de pensamiento, para lo que ha desarrollado una prueba, llamada "Ojemann wereldspel", para identificar a los niños que se basan principalmente en el pensamiento visual y espacial. En esta prueba, se les pide a los niños que construyan un pueblo con casas de juguete y luego lo construyan de nuevo unos días después.
En los Países Bajos existe un fuerte y creciente interés en el fenómeno del "verdadero" "pensamiento de imagen", o "beelddenken". Como resultado de una mayor cobertura de los medios durante los últimos años, hay una aceptación de su existencia por el público en general, a pesar de las críticas de psicólogos holandeses y teóricos del desarrollo, principalmente N. van Woerden y R. Wiers. Varios sitios web y fundaciones están dedicados al "beelddenken".

## Pensamiento no verbal
Pensar en imágenes mentales es una de las otras formas reconocidas de pensamiento no verbal, como el pensamiento cinestésico, el pensamiento musical o el pensamiento matemático.

### Lingüística
Una suposición común es que las personas piensan en términos de lenguaje y que el lenguaje y el pensamiento se influyen mutuamente. La lingüística estudia cómo se usa y se adquiere el lenguaje.
La versión fuerte de la hipótesis de Sapir-Whorf en lingüística establece que el lenguaje determina el pensamiento, y que las categorías lingüísticas por sí mismas limitan y determinan las categorías cognitivas. Aunque el propio Whorf enmarcó la relatividad lingüística en términos de "hábitos mentales" más que de determinismo, la naturaleza revolucionaria de su hipótesis se encontró con muchas interpretaciones erróneas y críticas. En 1969, Brent Berlin y Paul Kay rechazaron esta hipótesis usando un estudio de la terminología del color.
Steven Pinker señala que no se nace con el lenguaje, por lo que no es probable que los humanos estén diseñados para pensar solo en palabras.

### Inteligencias múltiples
La teoría de las inteligencias múltiples de Gardner reconoce varias formas de inteligencia, a saber: espacial, lingüística, lógico-matemática, corporal-cinestésica, musical, interpersonal, intrapersonal y naturalista. La teoría de Gardner es discutida y citada en muchos escritos de David A. Sousa, como la serie de libros "How the Brain learns" (Cómo aprende el cerebro), que incluyen "Cómo aprende el cerebro dotado" y "Cómo aprende el cerebro de las necesidades especiales". Las áreas de competencia pueden reforzarse entre sí, pero también ser mutuamente excluyentes. En la sociedad actual, el vínculo entre el cociente intelectual y la educación se ha debilitado, pero las ideas de educación y de inteligencia se han convertido en sinónimos, intercambiables entre sí; reforzados por verbalizadores que están en mejores condiciones para internalizar la información, abogar por sistemas y diseñar trabajos que recompensen monetariamente las fortalezas, un ciclo que se autoperpetúa.

### Investigación de cerebro dividido
Según Roger Wolcott Sperry, el hemisferio izquierdo y el hemisferio derecho realizan diferentes tareas. El hemisferio izquierdo y el hemisferio derecho pueden ser simultáneamente conscientes en experiencias mentales diferentes, incluso mutuamente conflictivas, que corren en paralelo. El hemisferio derecho [no verbal] percibe, piensa, recuerda, razona, quiere y emula, todo a un nivel característicamente humano.[cita requerida]
La investigación que se basa en la investigación del cerebro dividido de Sperry se refuerza con prueba anecdótica, que respalda la premisa de que las diferentes arquitecturas se prestan a uno de los canales, a expensas de los demás.[cita requerida]

### Razonamiento espacio temporal y capacidad de visualización espacial
El razonamiento espacio temporal es la capacidad de visualizar patrones espaciales y manipularlos mentalmente a través de una secuencia de transformaciones espaciales ordenadas en el tiempo. La capacidad de visualización espacial es la capacidad de manipular mentalmente figuras bidimensionales y tridimensionales.
El razonamiento espacio temporal es prominente entre los pensadores visuales, así como entre los pensadores cinestésicos (aquellos que aprenden a través del movimiento, patrones físicos y manipulando objetos) y pensadores lógicos (pensadores matemáticos que piensan en patrones y sistemas) que pueden no ser buenos pensadores visuales en absoluto.

### Memoria fotográfica
La memoria eidética (memoria fotográfica) puede coexistir en los pensadores visuales tanto como en cualquier tipo de estilo de pensamiento, ya que es una función de la memoria asociada a la visión en lugar de otros estilos de pensamiento. [cita requerida] La memoria eidética puede darse incluso en personas con agnosia visual, que a diferencia de los pensadores visuales, pueden quedar limitados en el uso de habilidades de visualización para el razonamiento mental.[cita requerida]
El psicólogo E. R. Jaensch afirma que la memoria eidética, aparte del pensamiento visual, tiene que ver con el desvanecimiento de imágenes eidéticas entre la línea de la imagen de fondo y la imagen de la memoria.[cita requerida] Puede existir una relación sutil entre la imagen de fondo y la imagen de la memoria, lo que hace que los pensadores visuales no vean las imágenes de forma eidética, sino que más bien recurran a la percepción e información útil.[cita requerida] Las personas diagnosticadas con agnosia pueden no ser capaces de realizar un razonamiento mental.[cita requerida]

### Estilos de aprendizaje
El reconocimiento y la aplicación de diferentes estilos cognitivos y estilos de aprendizaje, incluidos los visuales, cinestésicos, musicales, matemáticos y verbales, son una parte común de muchos cursos actuales de capacitación docente.[cita requerida] Quienes piensan en imágenes generalmente afirman ser los mejores en el aprendizaje visual.[cita requerida]
La investigación empírica muestra que no hay evidencia de que la identificación del "estilo de aprendizaje" del estudiante produzca mejores resultados. Existe evidencia significativa de que la "hipótesis de mallamiento" generalizada, la suposición de que un alumno aprenderá mejor si se le enseña siguiendo un método que se considere apropiado para el estilo de aprendizaje del alumno, no es válida. Los estudios bien diseñados "contradicen rotundamente la popular hipótesis de mallado".

## Estrategias de pensamiento visual en la enseñanza
Estas técnicas permiten a los maestros enseñar a leer con el uso de combinaciones visuales, en lugar de las formas impresas y de texto individuales usadas en el pasado.

## Ventajas del pensamiento visual
- Tiene un gran poder de retención, ya que las imágenes se retienen mucho mejor que los textos.
- Potencia la creatividad.
- Mejora la comprensión.
- Aumenta la concentración.
- Es una técnica con la cual los niños se divierten, ya que dibujan mientras aprenden.

## Concurrencia con dislexia y autismo

### Dislexia
La investigación sugiere que la dislexia es un síntoma del predominio de la capacidad de aprendizaje visual/espacial. Morgan usó el término "ceguera de las palabras" en 1896. Hinselwood amplió la "ceguera de las palabras" para describir la inversión de letras y fenómenos similares en el 1900.[cita requerida] Orton sugirió que las personas tienen dificultades para asociar lo visual con la forma verbal de las palabras en 1925.[cita requerida] Otros estudios, el uso de tecnologías (PET y MRI) y grupos de usuarios más amplios y variados en varios idiomas respaldan los hallazgos anteriores.[cita requerida] Síntomas visuales y espaciales (dislexia, dispraxia, trastorno del procesamiento auditivo y similares) surgen en entornos y situaciones ni visuales y ni espaciales; por lo tanto, el aprendizaje visual/espacial se ve agravado por una educación basada en la información presentada en la escritura en lugar de presentarse a través de elementos multimedia y el aprendizaje experiencial.

### Autismo
El pensamiento visual ha sido señalado por Temple Grandin como un posible origen del habla retrasada en personas con autismo. Se ha sugerido que el pensamiento visual tiene alguna conexión necesaria con el autismo.[cita requerida] Los estudios de imagen funcional en personas con autismo han respaldado la hipótesis de que tienen una estilo cognitivo que favorece el uso de estrategias de codificación visoespacial.

## Educación del arte y del diseño
Los conceptos relacionados con el pensamiento visual han desempeñado un papel importante en la educación del arte y el diseño en las últimas décadas, pero este no siempre ha sido el caso. En la Antigua Grecia, Platón solía poner énfasis en la música para ayudar a la cognición en la educación de los héroes, debido a sus tendencias matemáticas y a las"armonías del cosmos". Por otro lado, las imágenes visuales, las pinturas en particular, causaron la dependencia de las "imágenes ilusorias". Sin embargo, en el mundo occidental, los niños comienzan la escuela primaria con el pensamiento abstracto y las formas, pero a medida que se envejece, de acuerdo con Rudolf Arnheim, "las artes se reducen a un suplemento deseabl " La tendencia mundial general a fines del siglo XX provocó un énfasis en el enfoque científico, matemático y cuantitativo de la educación, y la educación artística a menudo se critica porque se basa en la percepción. Es cualitativa y subjetiva, lo que dificulta su medición y evaluación.
Sin embargo, los fundamentos del pensamiento visual sientan las bases para muchas disciplinas de diseño como el arte y la arquitectura. Dos de los aspectos más influyentes de la composición visual en estas disciplinas son los patrones y el color. Los patrones no solo prevalecen en muchos aspectos diferentes de la vida cotidiana, sino que también hablan de la interpretación del mundo. Además, ahora hay enfoques estudiados sobre cómo se debe usar el color en el diseño, en los que "la estética funcional del color puede reducirse a un pequeño número de pautas y enumera las principales propiedades necesarias para tomar decisiones de diseño que conducen a la claridad visual".
Al mismo tiempo, las técnicas en arte y diseño pueden abrir caminos para estimular el proceso de pensamiento y la resolución de problemas. Los bocetos ofrecen una manera desenfadada de obtener pensamientos en papel a través de "representaciones abstractas de ideas y estructuras de ideas". De esta manera, dibujar no solo ayuda a generar ideas, sino también a reflejarlas y formalizarlas también. También es un medio efectivo de comunicación, especialmente para arquitectos e ingenieros, para traducir ideas de un diseñador a otro. A pesar de todas las ventajas de integrar el arte y las imágenes en la educación, es una habilidad difícil de dominar, solo al alcance de aquellos que pueden están bien versados en el análisis visual. Se requiere mucha práctica para que los bocetos evolucionen de "garabatos sin sentido" a una "herramienta de pensamiento" compleja.